# Simon Gustafsson (friidrottare)
Simon Gustafsson, född 24 mars 1990, är en svensk friidrottare (kulstötning). Han tävlade för klubben Katrineholms SK fram till säsongen 2014 då han började tävla för Ullevi FK.
Vid ungdoms-VM i friidrott i Ostrava år 2007 kom han på femte plats i kulstötning. I diskustävlingen kvalificerade han sig för finalomgången men startade inte.
År 2008 deltog han i kulstötning vid junior-VM i Bydgoszcz i Polen och kom då på en sjätte plats.

## Personliga rekord
| Utomhus - Kula – 18,57 (Katrineholm 9 juni 2013) - Kula – 18,24 (Umeå 1 augusti 2014) - Diskus – 50,62 (Umeå 2 april 2014) | Inomhus - Kula – 17,61 (Bollnäs 28 februari 2009) |